# 渡里村
渡里村（わたりむら）は茨城県東茨城郡にかつて存在した村である。

## 地理
- 現在の水戸市の北部に位置する。
- 村域はほとんど平地になっている。
- 村は那珂川の南岸に位置する。

## 歴史

### 村域の変遷
- 1889年（明治22年）4月1日 - 町村制施行により、渡里村・堀村・田野村が合併し東茨城郡渡里村が発足。
- 1955年（昭和30年）4月1日 - 上大野村・吉田村・河和田村（赤塚）・酒門村（若宮を除く）・那珂郡柳河村とともに水戸市に編入され、消滅。

変遷表
| 1868年 以前 | 1868年 以前 | 明治22年 4月1日 | 昭和30年 4月1日 | 現在   |
| ----------- | ----------- | --------------- | --------------- | ------ |
|             | 渡里村      | 渡里村          | 水戸市 に編入   | 水戸市 |
|             | 堀村        | 渡里村          | 水戸市 に編入   | 水戸市 |
|             | 田野村      | 渡里村          | 水戸市 に編入   | 水戸市 |

## 大字
- 渡里（わたり）
- 堀（ほり）
- 田野（たの）

## 人口・世帯

### 人口
総数 [単位： 人]
| 1891年（明治24年） | 1,977 |
| 1920年（大正 9年） | 2,911 |
| 1935年（昭和10年） | 3,365 |
| 1950年（昭和25年） | 5,168 |

### 世帯
総数 [単位： 世帯]
| 1920年（大正 9年） | 503 |
| 1935年（昭和10年） | 656 |
| 1950年（昭和25年） | 956 |

## 交通

### 鉄道
- 茨城交通
  - 茨城線（1968年6月16日に大学前－石塚間廃止）
    - 堀駅 - 田野駅